# Allsvenskan 2016
Allsvenskan 2015 var den 92. udgave af Allsvenskan siden den blev oprettet i 1924.

## Personale og sponsorer
| Hold                | Cheftræner         | Anfører               | Tøjsponsor | Hovedsponsor      |
| ------------------- | ------------------ | --------------------- | ---------- | ----------------- |
| AIK                 | Rikard Norling     | Nils-Eric Johansson   | Adidas     | Åbro              |
| BK Häcken           | Peter Gerhardsson  | Martin Ericsson       | Nike       | BRA Bygg          |
| Djurgårdens IF      | Mark Dempsey       | Kevin Walker          | Adidas     | Prioritet Finans  |
| Falkenbergs FF      | Hans Eklund        | David Svensson        | Nike       | Gekås Ullared     |
| Gefle IF            | Thomas Andersson   | Anders Bååth          | Umbro      | Various           |
| GIF Sundsvall       | Joel Cedergren     | Tommy Naurin          | Adidas     | Various           |
| Hammarby IF         | Nanne Bergstrand   | Kennedy Bakircioglu   | Puma       | LW                |
| Helsingborgs IF     | Henrik Larsson     | Peter Larsson         | Puma       | Resurs Bank       |
| IF Elfsborg         | Magnus Haglund     | Kevin Stuhr Ellegaard | Umbro      | Various           |
| IFK Göteborg        | Jörgen Lennartsson | Mattias Bjärsmyr      | Kappa      | Prioritet Finans  |
| IFK Norrköping      | Jens Gustafsson    | Andreas Johansson     | Nike       | Holmen            |
| Jönköpings Södra IF | Jimmy Thelin       | Tommy Thelin          | Nike       | Various           |
| Kalmar FF           | Peter Swärdh       | Rasmus Elm            | Hummel     | Hjältevadshus     |
| Malmö FF            | Allan Kuhn         | Markus Rosenberg      | Puma       | Volkswagen        |
| Örebro SK           | Alexander Axén     | Robert Åhman-Persson  | Puma       | Ingen             |
| Östersunds FK       | Graham Potter      | Alex Dyer             | Adidas     | Östersunds kommun |

## Stilling
| Pos | Hold                | K  | V  | U  | T  | M+ | M- | MF  | P  | Kvalifikation eller nedrykning                               |
| --- | ------------------- | -- | -- | -- | -- | -- | -- | --- | -- | ------------------------------------------------------------ |
| 1   | Malmö FF            | 30 | 21 | 3  | 6  | 60 | 26 | +34 | 66 | Kvalifikation til Champions League anden kvalifikationsrunde |
| 2   | AIK                 | 30 | 17 | 9  | 4  | 52 | 26 | +26 | 60 | Kvalifikation til Europa League første kvalifikationsrunde   |
| 3   | IFK Norrköping      | 30 | 18 | 6  | 6  | 59 | 37 | +22 | 60 | Kvalifikation til Europa League første kvalifikationsrunde   |
| 4   | IFK Göteborg        | 30 | 14 | 8  | 8  | 56 | 47 | +9  | 50 |                                                              |
| 5   | IF Elfsborg         | 30 | 13 | 9  | 8  | 58 | 38 | +20 | 48 |                                                              |
| 6   | Kalmar FF           | 30 | 12 | 8  | 10 | 45 | 40 | +5  | 44 |                                                              |
| 7   | Djurgårdens IF      | 30 | 14 | 1  | 15 | 48 | 47 | +1  | 43 |                                                              |
| 8   | Östersunds FK       | 30 | 12 | 6  | 12 | 44 | 46 | −2  | 42 | Kvalifikation til Europa League anden kvalifikationsrunde    |
| 9   | Örebro SK           | 30 | 11 | 8  | 11 | 48 | 51 | −3  | 41 |                                                              |
| 10  | BK Häcken           | 30 | 11 | 7  | 12 | 58 | 45 | +13 | 40 |                                                              |
| 11  | Hammarby IF         | 30 | 10 | 9  | 11 | 46 | 49 | −3  | 39 |                                                              |
| 12  | Jönköpings Södra IF | 30 | 8  | 11 | 11 | 32 | 39 | −7  | 35 |                                                              |
| 13  | GIF Sundsvall       | 30 | 7  | 9  | 14 | 38 | 54 | −16 | 30 |                                                              |
| 14  | Helsingborgs IF     | 30 | 8  | 5  | 17 | 34 | 52 | −18 | 29 | Kvalifikation til nedrykningsplay-off                        |
| 15  | Gefle IF            | 30 | 6  | 9  | 15 | 34 | 56 | −22 | 27 | Nedrykning til Superettan                                    |
| 16  | Falkenbergs FF      | 30 | 2  | 4  | 24 | 25 | 84 | −59 | 10 | Nedrykning til Superettan                                    |

## Statistik
| Nr. | Spiller               | Klub           | Mål |
| --- | --------------------- | -------------- | --- |
| 1   | John Owoeri           | BK Häcken      | 17  |
| 2   | Sebastian Andersson   | IFK Norrköping | 14  |
| 2   | Viðar Örn Kjartansson | Malmö FF       | 14  |
| 4   | Viktor Prodell        | IF Elfsborg    | 13  |
| 5   | Michael Olunga        | Djurgårdens IF | 12  |

| Nr. | Spiller             | Klub        | Assister |
| --- | ------------------- | ----------- | -------- |
| 1   | Magnus Wolff Eikrem | Malmö FF    | 15       |
| 2   | Alexander Farnerud  | BK Häcken   | 10       |
| 2   | Simon Lundevall     | IF Elfsborg | 10       |
| 2   | Nasiru Mohammed     | BK Häcken   | 10       |
| 5   | Johan Bertilsson    | Gefle IF    | 9        |
| 6   | Viktor Claesson     | IF Elfsborg | 8        |
| 6   | Stefan Ishizaki     | AIK         | 8        |